# Avenue Édouard Bénès

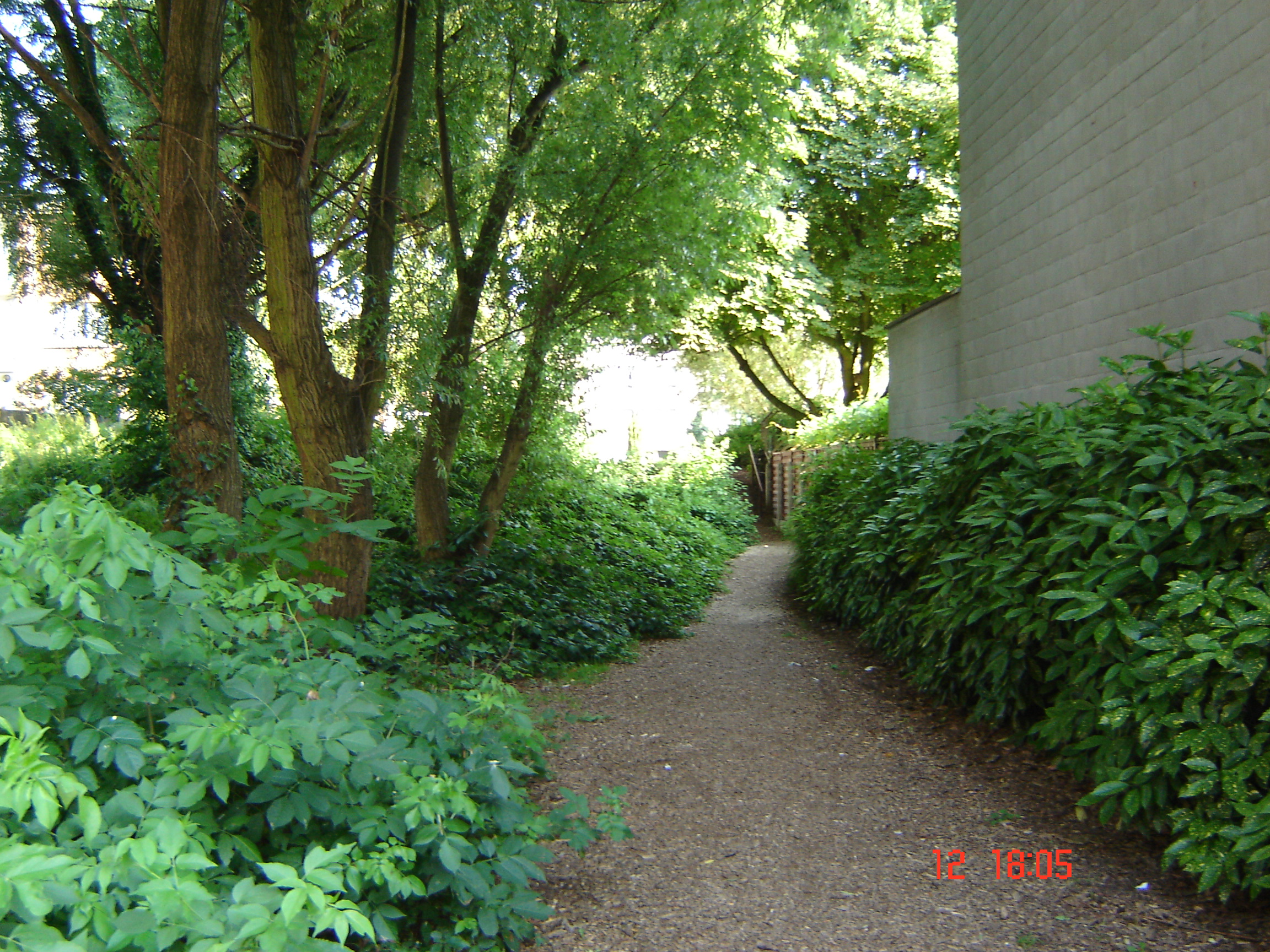
Le sentier Bénès.

L'avenue Édouard-Bénès (en néerlandais : Édouard Bénèslaan) est située sur le territoire de la commune de Molenbeek-Saint-Jean, en Belgique, elle fait partie du quartier Bénès, situé dans la partie septentrionale de la commune et limitrophe des communes de Koekelberg et de Berchem-Sainte-Agathe.
Elle est un important lieu de transit vu sa proximité avec l’Athénée royal de Koekelberg (francophone), et sa position d'artère reliant la chaussée de Gand au plateau de la Basilique de Koekelberg et à la Petite Ceinture.
Le bus de la ligne 20 de la STIB dessert le quartier à l'arrêt Bénès. Non loin, chaussée de Gand, on trouve aussi l'arrêt Van Zande desservi par la ligne de tram 82.
Une pharmacie, un traiteur chinois et un restaurant sont les seuls commerces à noter dans l'avenue. À proximité on peut aussi mentionner la présence d'un bowling, d'une laverie automatique, d'une boulangerie et du parc du Daring (accès possible par l'avenue) où l'on peut pratiquer du hockey sur gazon et du tennis.
Un sentier, aménagé par les riverains puis par la commune au cœur d'un terrain en friche, permet la jonction des avenues Bénès et Sebrechts en leur milieu.

## Historique
L'avenue se nomma d'abord avenue de Koekelberg avant d'être rebaptisée par le nom francisé d'Edvard Beneš, dernier Premier ministre démocrate avant l'avènement du régime pro-soviétique en Tchécoslovaquie en 1948.
Essentiellement bâties à partir des années 1960, les habitations les plus récentes sont des immeubles d'au moins huit appartements. Cependant, subsistent d'anciens bâtis datant de l'immédiate après-guerre et même encore pour certains d'avant-guerre.
Les plus anciens habitants purent témoigner du caractère champêtre du quartier, jusqu'à son urbanisation à partir des années 1960. Le quartier est bâti sur d'anciens marais bordant le ruisseau, (aujourd'hui voûté et souterrain), du "Rateput".

## L'aménagement du sentier
L'action du comité de quartier s'appuya sur l'opposition libérale. La majorité accepta cependant le maintien du sentier historique. Le comité s'occupa de semer diverses variétés de fleurs sur le terrain afin de donner un caractère différent à un terrain en friche. Le comité promit d'aménager le terrain et de gérer son désormais aspect champêtre; un an plus tard, en octobre 2006, rien n'était observable.[réf. nécessaire]
En 2007, le même comité de quartier, proche des milieux de libéraux, proposa le triplement de la zone de parking dans le quartier, l'installation de caméras de surveillance et l'interdiction aux vélos d'emprunter le sentier, aménagé depuis lors. 
En mars 2007, le sentier, depuis aménagé, fait l'objet de nouveaux travaux d'aménagements par les pouvoirs publics. À la mi-avril de cette année un passage piéton fut ajouté au milieu de l'avenue pour relier le sentier au parc du Daring.  
Notons qu'un terrain en friche similaire existe au coin des avenues Bénès et du Château. Le conseil communal, en juin 2006, a voté sa vente. Alors même qu'un nouveau couloir de passage est né. L'opposition libérale a approuvé la vente, ouvrant la voie à des projets immobiliers sur ce terrain autrefois marécageux [réf. nécessaire]. Jusque dans les années 1970, un étang existait sur ce terrain et faisait le bonheur des enfants du quartier. L'urbanisation de l'avenue Sebrechts, voisine, a chassé la faune et provoqué le déclin de la petite flore. L'assèchement, presque définitif, du "Rateput", est survenu avec la construction du home privé avenue Sebrechts, vers 1995. Fedasil héberge aujourd’hui ce bâtiment pour l’accueil des demandeurs d'asile.